# Volkscommissaris
Volkscommissaris (Russisch народный комиссар, Duits Volkskommissar) is een revolutionaire benaming voor een minister. De term werd in 1917 in het leven geroepen door de Russische revolutionair Lev Trotski om te breken met de bourgeoisterm 'minister'. Van 1917 tot 1946 heetten de ministers van de Sovjet-Unie volkscommissarissen, en hadden zitting in de Raad van Volkscommissarissen. De voorzitter van de Raad van Volkscommissarissen vervulde de functie van premier. In 1946 werd de term 'minister' opnieuw ingevoerd.
Behalve in Rusland werd de term volkscommissaris ook gebruikt in Duitsland (1918-1919), tijdens de Beierse Radenrepubliek (1919) en de Hongaarse Radenrepubliek (1919).